# Neftçilər
Neftçilər – stacja na linii 1 i linii 2 bakijskiego metra, położona między stacjami Qara Qarayev i Xalqlar Dostluğu, pod prospektem Qara Qarayeva. Została otwarta 6 listopada 1972 r. w 55. rocznicę Rewolucji październikowej. Do 1989 r. była ostatnią stacją na linii 1.
Została zaprojektowana przez architektów Ənvəra İsmayılova i F. Leontjewa.